# マーク・プタシュネ
マーク・スティーヴン・プタシュネ(Mark Steven Ptashne、1940年6月5日 - )はアメリカ合衆国の分子生物学者。転写因子による遺伝子発現の研究で知られる。シカゴ出身。
1961年オレゴン州ポートランドのリード大学で化学の学士号を、1968年ハーバード大学で分子生物学の博士号を取得。1971年同大学教授に就任し、1997年よりニューヨークのスローン・ケタリング記念癌センター教授。

## 受賞歴
- 1975年 イーライリリー生物化学賞
- 1977年 シャルル＝レオポール・メイエ賞
- 1979年 米国科学アカデミー賞分子生物学部門
- 1985年 ルイザ・グロス・ホロウィッツ賞
- 1985年 ガードナー国際賞
- 1997年 マスリー賞
- 1997年 アルバート・ラスカー基礎医学研究賞

## 著書
- 「絵とき 遺伝子スイッチ―遺伝子制御とファージλ」 安住和久・瀬川規 訳、オーム社 1989年
- 「遺伝子発現のオンとオフ―ファージからヒトまで」 堀越正美 訳、メディカルサイエンスインターナショナル 2004年
- 「図解 遺伝子の調節機構―λファージの遺伝子スイッチ」堀越正美 訳、オーム社 2004年

## 参照
- Ptashne, M (1967). “Specific Binding of the λ Phage Repressor to λ DNA”. Nature 214 (5085):  232–234. doi:10.1038/214232a0.
- Ptashne, M; et al. (1980). “How the λ repressor and cro work”. Cell 19 (1):  1–11. doi:10.1016/0092-8674(80)90383-9. PMID 6444544.